# Tlaleng Mofokeng
Tlaleng Mofokeng (QwaQwa, África do Sul), também conhecida como Dr. T,  é uma médica sul-africana e ativista dos direitos das mulheres e dos direitos de saúde sexual e reprodutiva. É membro da Comissão para a Igualdade de Género do Governo da África do Sul.

## Percurso
Nasceu e cresceu em QwaQwa na província do Estado Livre de África do Sul, antigo bantustão na era do Apartheid, hoje conhecida como Phuthaditjhaba.
A primeira língua que aprendeu foi língua gestual inglesa porque a sua mãe era professora numa escola para crianças surdas.
Foi a primeira pessoa negra e a primeira rapariga a conseguir o casaco de honra que o seu colégio dava aos alunos excepcionais. Conseguiu esse feito dois anos seguidos.
Depois de completar os seus estudos na Academia de St. Dominic, Tlaleng recebeu um certificado em Terapia de Beleza e Somatologia. Mofokeng graduou-se em Medicina e Cirurgia na Escola de Medicina Nelson Mandela, da Universidade de Kwa-Zulu Natal na África do Sul, em 2007.
Após a sua graduação, trabalhou 3 anos no Departamento de Saúde Gauteng, e depois disso juntou-se ao departamento pediátrico do Hospital Académico Charlotte Maxeke em Joanesburgo. Ao longo de mais de 13 anos de carreira, Mofokeng tem exercido medicina sobretudo na área da saúde sexual e reprodutiva de adolescentes.
Mofokeng teve a primeira real inclinação para trabalhar no campo da saúde sexual e reprodutiva durante o ano de serviço comunitário, enquanto trabalhava nas clínicas de West Rand em Joanesburgo. Muitas pacientes, geralmente mulheres jovens, consultavam-na por questões médicas e acabavam por se abrir em relação à sua saúde sexual e problemas de relacionamento. Chegou a ter mais pacientes à sua espera no estacionamento do que dentro do hospital, para conversar sobre sexo e fazer perguntas.
Atualmente, Mofokeng dirige uma clínica privada em Sandton, um subúrbio de Joanesburgo, na qual fornecem informação e tratamentos para doenças sexualmente transmíssiveis, contraceptivos e interrupções de gravidez.
Tlaleng Mofokeng é também membro dos conselhos do Fundo de Ação para o Aborto Seguro, Conselho Consultivo Global para Saúde Sexual e Bem-estar e da Accountability International. Ela também é presidente do conselho do Soul City Institute. Tem experiência em treino de argumentação e defesa para profissionais de saúde e suas áreas de foco são igualdade de género, políticas, saúde materna e neonatal, acesso universal à saúde, atendimento pós-violência, saúde menstrual e gestão do VIH.
Foi assessora do Comité Técnico da Estratégia Nacional de Saúde Sexual e Reprodutiva do Adolescente e Estratégia de Estrutura de Direitos na África do Sul, mobilizando com sucesso os movimentos que trabalham com questões de crianças e adolescentes, pessoas com deficiência, migrantes e pessoas que vivem com VIH/SIDA.
Trabalhou como socorrista em questões de violência de género e foi perita em tribunal, apoiando-se no trabalho do Comité para a Eliminação da Discriminação contra a Mulher (CEDAW) para defender os direitos das vítimas de abuso, com interesse em garantir o acesso aos cuidados pós-violência.
Em 2014, começou a partilhar as suas ideias e opiniões no Twitter. Foi aí que começou o caminho que a tornaria uma reconhecida e premiada activista, conferencista e escritora. No início de 2021, a sua comunidade de seguidores na mencionada rede social ascendia a 96.500.
Em 2015, Mofokeng liderou uma queixa e uma campanha contra o programa My Perfect Wedding junto da Broadcasting Complaints Commission da África do Sul (BCCSA), após um episódio que mostrou um casal que se conheceu quando a noiva tinha 14 anos e o noivo 28.
Em junho de 2017, foi a líder do painel que examinou os Sistemas Sociais, Políticos, Económicos e de Saúde na 8ª Conferência Sul-Africana sobre SIDA em Durban.
Em 2019, foi nomeada para a Comissão para a Igualdade de Género pelo Presidente da África do Sul. O seu trabalho tem promovido a igualdade de género no seu país, através do sistema de Direitos Humanos das Nações Unidas.
Nesse mesmo ano de 2019, foi uma das co-apresentadoras do talk show Show Me Love no canal de entretenimento sul-africano Moja Love.
Na sua 44ª sessão, em julho de 2020, o Conselho dos Direitos Humanos das Nações Unidas nomeou Tlaleng Mofokeng, como Relatora Especial sobre o direito de todas as pessoas ao usufruto do mais alto padrão possível de saúde física e mental. É a primeira mulher africana a ser nomeada para esse papel.
Como representante da ONU, o seu primeiro relatório irá centrar-se no impacto que a pandemia teve nos direitos à saúde sexual e reprodutiva. Os confinamentos, o fecho de clínicas, e a falta de pessoal e material afectaram os serviços de planeamento familiar.
Mofokeng teve um programa de rádio durante 4 anos e meio, sobre saúde reprodutiva, na Kaya FM. Foi convidada para escrever, também sobre temas de saúde reprodutiva, numa coluna no jornal Sunday Times.

## Prémios e Reconhecimentos
- 2016 - Uma das vencedoras do "120 com menos de 40 anos: A Nova Geração de Líderes de Planeamento Familiar", atribuído pelo Instituto Bill & Melinda Gates de População e Saúde Reprodutiva.[1][12][19]
- 2016 - Incluída na lista de 200 jovens sul-africanos do Mail and Guardian.[1][12]
- 2016 - Considerada Jovem Influente de África do Sul pela Avance Media.[9][20][20]
- 2017 - Fez parte da lista dos 100 Jovens Africanos mais influentes nos Africa Youth Awards.[9][11][21][22]
- 2021- É uma das 100 Mulheres da lista da BBC.[23]

## Obras
2019 - Dr T: A guide to sexual health and pleasure, Pan Macmillan SA, ASIN: B07TYG4YZ9

## Lista de Referências
1. 1 2 3  «Tlaleng Mofokeng». www.gab-shw.org (em inglês). Consultado em 8 de março de 2021
2. 1 2 3 4 5  «OHCHR | Tlaleng-Mofokeng, Special Rapporteur on the right to health». www.ohchr.org. Consultado em 8 de março de 2021
3. ↑  «Médica sul-africana é nova relatora da ONU para o direito à saúde física e mental | As Nações Unidas no Brasil». brasil.un.org. Consultado em 8 de março de 2021
4. 1 2  Mofokeng, Tlaleng (3 de julho de 2018). «Ending America's Global War on Reproductive Freedom | by Tlaleng Mofokeng». Project Syndicate (em inglês). Consultado em 8 de março de 2021
5. 1 2 3 4  «Friday Profile: Dr Tlaleng Mofokeng». 702 (em inglês). Consultado em 8 de março de 2021
6. ↑  «Dr Tlaleng Mofokeng: "I think it is important to never forget why you started doing the work that you do." – Livemag». livemag.co.za. Consultado em 8 de março de 2021
7. 1 2 3  «Commission for Gender Equality welcomes appointment of Commissioners and Chairperson | South African Government». www.gov.za. Consultado em 8 de março de 2021
8. 1 2 3 4  Boston, 677 Huntington Avenue; Ma 02115 +1495‑1000 (4 de agosto de 2020). «Tlaleng Mofokeng: Special Rapporteur on the Right to Health». Health and Human Rights Journal (em inglês). Consultado em 8 de março de 2021
9. 1 2 3 4  «Dr Tlaleng Mofokeng – Advocating Sexual And Reproductive Health». Influential Women (em inglês). Consultado em 8 de março de 2021
10. 1 2 3 4  Agudo, Alejandra (6 de março de 2021). «La crucial misión de la doctora T: la salud sexual». EL PAÍS (em espanhol). Consultado em 9 de março de 2021
11. 1 2 3  «parliament.gov.za Dr. Tlaleng Mofokeng» (PDF). parliament.gov.za. 13 de dezembro de 2018. Consultado em 8 de março de 2021
12. 1 2 3 4 5 6  Mandy Lombo (10 de janeiro de 2017). «Dr Tlaleng Mofokeng: I envision a world where all people are at the centre of reproductive health agenda». She Leads Africa | #1 destination for young African ambitious women (em inglês). Consultado em 9 de março de 2021
13. 1 2 3  «Our Vaginas Are Our Own Affair». AVAC (em inglês). 1 de agosto de 2017. Consultado em 9 de março de 2021
14. ↑  «Doctor explains why she lodged a complaint against 'Our Perfect Wedding'». TimesLIVE (em inglês). Consultado em 9 de março de 2021
15. 1 2 3  «'Women deserve sexual pleasure too' – Dr Tlaleng Mofokeng». SowetanLIVE (em inglês). Consultado em 9 de março de 2021
16. ↑  «Moja Love shares their 'thrilling' winter lineup». www.iol.co.za (em inglês). Consultado em 9 de março de 2021
17. ↑  «Médica sul-africana é nova relatora da ONU para o direito à saúde física e mental | As Nações Unidas no Brasil». brasil.un.org. Consultado em 9 de março de 2021
18. ↑  «Argentina to become a model for Latin America, UN Experts Hope». www.telesurenglish.net. teleSUR. 31 de dezembro de 2020. Consultado em 9 de março de 2021
19. ↑  Powell, Louise. «Tlaleng Mofokeng». 120 Under Forty (em inglês). Consultado em 9 de março de 2021
20. 1 2  «Avance Media 2016 Most Influential Young South Africans Full List» (em inglês). Consultado em 9 de março de 2021
21. ↑  «Eighteen young South Africans are making waves #MIYA100». www.iol.co.za (em inglês). Consultado em 9 de março de 2021
22. ↑  «2017 Most Influential Young Africans Announced» (em inglês). Consultado em 9 de março de 2021
23. ↑  «BBC 100 Women: quem está na lista de mulheres inspiradoras e influentes de 2021». BBC News Brasil. Consultado em 16 de dezembro de 2022